# Granum sinapis (musique)
Pour les articles homonymes, voir Granum sinapis.
Granum sinapis (signifiant en français : « grain de sénevé » ) est une œuvre de musique vocale pour chœur mixte du compositeur français Pascal Dusapin écrite entre 1992-1997 sur des textes de Maître Eckhart.

## Historique
Le début de la composition de Granum sinapis date de 1992 à la suite de la découverte à Bruxelles de textes homonymes en moyen-haut allemand attribués par certains à Maître Eckhart, un mystique inquiété par une bulle du pape Jean XXII, et attribués par d'autres à un proche de Maître Eckhart, resté anonyme. Le texte médiéval existe en deux versions déjà connues : moyen-haut allemande et latine. Il fut composé à l'origine pour une séquence (Sequentia), inconnue avec précision, du théologien et musicien du XIIe siècle, Adam de Saint-Victor.
L'écriture de la pièce qui reprend l'intégralité du texte de Eckhart s'est étalée sur cinq années jusqu'en octobre 1997, accompagnant le compositeur en parallèle d'autres de ses compositions importantes de la période. La fin de la composition correspond également au décès de la mère de Dusapin, qui sera la dédicataire de l'œuvre. En raison du texte d'inspiration et des circonstances de composition, ainsi que de la parabole évangélique du grain de sénevé, Granum sinapsis revêt une dimension spirituelle, métaphysique, et religieuse importante.
Granum sinapis est une commande du Festival Musica et de l'Œuvre de la cathédrale de Strasbourg. L'œuvre a été créée par le Chœur de chambre Accentus dirigé par Laurence Equilbey le 19 septembre 1998 lors du Festival Musica à Strasbourg dans l'église du Bouclier.

## Structure
Granum sinapis est écrit pour chœur mixte à quatre voix. Il est composé de huit strophes. En voici les incipit :
1. Im dem begin... (Au commencement...) – 2 min 12 s
2. Von zwên ein vlût... (Des deux un fleuve...) – 2 min 47 s
3. Der drîer strik... (Des trois la boucle...) – 3 min 40 s
4. Des puntez berk... (De ce point est la montagne...) – 1 min 24 s
5. Daz wûste gût... (Le désert est le Bien...) – 3 min 30 s
6. Us licht, us clâr... (C'est lumière, c'est clarté...) – 4 min 02 s
7. Wirt als ein kint... (Deviens tel un enfant...) – 2 min 40 s
8. Ô sêle mîn... (Ô mon âme...) – 2 min 42 s

L'exécution de l'œuvre dure environ 20 minutes.

## Discographie
- Sur Requiem[s] par le Chœur de chambre Accentus et Ars nova dirigés par Laurence Equilbey, Montaigne, Auvidis/Naïve, 2000.
- Sur Chormusik des 20. Jahrhunderts par l'EuropaChorAkademie dirigée par Sylvain Cambreling, Glor Classics, 2009.